# Calamus elopurensis
Calamus elopurensis är en enhjärtbladig växtart som beskrevs av John Dransfield. Calamus elopurensis ingår i släktet Calamus och familjen Arecaceae. Inga underarter finns listade i Catalogue of Life.